# Жељезовце
Жељезовце (слч. Želiezovce, мађ. Zseliz) су град у Словачкој, у оквиру Њитранског краја, где су значајно насеље у саставу округа Љевице.

## Географија
Жељезовце су смештене у јужном делу државе. Главни град државе, Братислава, налази се 150 km западно од града.
Рељеф: Жељезовце су се развиле у северном делу Панонске низије. Подручје око насеља је равничарско до брежуљкасто. Надморска висина граде је око 140 m.
Клима: Клима у Жељезовцама је умерено континентална.
Воде: Кроз Жељезовце протиче река Хрон.

## Историја
Људска насеља на простору Жељезоваца везују се још за праисторију. Насеље под данашњим именом први пут се спомиње у 1274. године. Током следећих векова град је био у саставу Угарске као обласно трговиште. Насеље је традиционално било насељено Мађарима.
Крајем 1918. године. Жељезовце су постале део новоосноване Чехословачке. У времену 1938-1944. године град је био припојен Хортијевој Мађарској, али је поново враћен Чехословачкој после рата. У време комунизма град је нагло индустријализован, па је дошло до наглог повећања становништва. После осамостаљења Словачке град је постао њено значајно средиште, али је дошло и до проблема везаних за преструктурирање привреде.

## Становништво
| Година:    | 1994. | 2004.   | 2014.   | 2024.   |
| ---------- | ----- | ------- | ------- | ------- |
| Број људи: | 7602  | 7522    | 7056    | 6558    |
| Разлика:   |       | -1,05 % | -6,19 % | -7,05 % |

| Година:    | 2023. | 2024.   |
| ---------- | ----- | ------- |
| Број људи: | 6588  | 6558    |
| Разлика:   |       | -0,45 % |

Данас Жељезовце имају око 7.500 становника и последњих година број становника стагнира.
Етнички састав: По попису из 2001. године састав је следећи:
- Мађари - 51,6%,
- Словаци - 47,4%,
- Роми - 0,5%,
- Чеси - 0,5%,
- остали.

Верски састав: По попису из 2001. године састав је следећи:
- римокатолици - 61,3%,
- атеисти - 18,4%,
- лутерани - 6,4%,
- остали.

## Партнерски градови
- Барч
- Мијеркуреја Чук
- Мако